# São João do Paraíso (Maranhão)
São João do Paraíso è un comune del Brasile nello Stato del Maranhão, parte della mesoregione del Sul Maranhense e della microregione di Porto Franco.